# WASP-64
WASP-64は、地球からおおいぬ座の方向に約1,200光年離れた位置にある12等級の恒星である。周囲を太陽系外惑星が公転していることが知られている。

## 概要
| 太陽 | WASP-64   |
| ---- | --------- |
| 太陽 | Exoplanet |

WASP-64は太陽と同程度の質量や半径、光度を持つ恒星で、スペクトル分類ではG7型に分類されている。自転速度から、WASP-64は形成から約12億年が経過していると推定されている。
2011年、トランジット法を用いて太陽系外惑星の探索を行っている観測プロジェクトスーパーWASPによる観測で、WASP-64の周囲を公転する惑星WASP-64bが発見され、同じくスーパーWASPが発見した惑星WASP-72bと共に発見が公表された。木星の約1.3倍弱の質量と半径を持ち、約1.5日の周期でWASP-64の周囲を公転している典型的なホット・ジュピターとされる。
| 名称 （恒星に近い順） | 質量           | 軌道長半径 （天文単位） | 公転周期 (日)       | 軌道離心率 | 軌道傾斜角        | 半径           |
| --------------------- | -------------- | ----------------------- | ------------------- | ---------- | ----------------- | -------------- |
| b (Agouto)            | 1.271±0.068 MJ | 0.02648±0.00024         | 1.5732918±0.0000015 | 0          | 86.57+0.80 −0.60° | 1.271±0.039 RJ |

## 名称
2019年、世界中の全ての国または地域に1つの系外惑星系を命名する機会を提供する「IAU100 Name ExoWorldsプロジェクト」において、WASP-64系はトーゴ共和国に割り当てられる惑星系となった。このプロジェクトは、「国際天文学連合100周年事業」の一環として計画されたイベントの1つで、トーゴ国内での選考、国際天文学連合 (IAU) への提案を経て太陽系外惑星とその主星に固有名が承認されるものであった。2019年12月17日、IAUから最終結果が公表され、WASP-64はAtakoraka、WASP-64 bはAgoutoと命名された。これらはトーゴの壮観な観光地や重要資源の供給地となっているアタコラ山脈（トーゴ山脈）に関連するものが由来となっており、Atakoraka はトーゴ最大の山岳地帯であるアタコラ山脈に、Agouto は、アタコラ山脈の秘境でトーゴの最高峰のアグー山に、それぞれちなんで名付けられた。